# Сон розуму народжує чудовиськ
«Сон розуму породжує чудовиськ» (ісп. El sueño de la razón produce monstruos) — іспанське прислів'я, фабула відомого однойменного офорта Франциско Гойї із циклу «Капрічос».
Створений між 1797 і 1799 роками, а саме це 43 із 80 гравюр, що складають набір сатири «Лос Капрікос». Згідно з поданням, що існувало в ті часи, живопис і графіка являють собою якусь доступну для всіх і всім зрозумілу загальну мову (ісп. Idioma universal). За початковим задумом офорт Гойї повинен був називатися «Загальна мова». Однак ця назва згодом здалася йому занадто зухвалою, і він перейменував свій малюнок в «Сон розуму», супроводивши його наступним поясненням: «Коли розум спить, фантазія сонних мрій породжує чудовиськ, але в поєднанні з розумом фантазія стає матір'ю мистецтва і всіх його чудернацьких творінь». А чудовиськ, по всій видимості, породжує не сама уява і не сам по собі розум, але саме сон останнього. Розум покликаний до пильності, яка стримує нав'язливі фантазми, які негайно оволодівають свідомістю людини, коли сном ослаблена цензура розуму над почуттями та уявою. Уві сні людина мислить не точно, і це дає підстави стверджувати, що уві сні він виявляється захоплений грою своєї фантазії, результат якої є чужим і небезпечним втручанням деяких сторонніх сил, які зазіхають на суверенітет раціонально структурованої свідомості. Подібний хід думок перетворив художню алегорію в аргумент на користь непорушних повноважень «здорового глузду». Сьогодні фразу використовують, щоб підкреслити негативний результат необдуманих дій.

## Опис
Гойя зображає свій сон серед своїх інструментів для малювання, його розум примовкає від сну і в цей момент страшні істоти виходять з темряви. Всю свою настороженість, тривогу, переживання він зобразив як би сном. Художника насторожувало суспільство тієї епохи, в якій він жив. Таким чином Гойї вирішив висловити свою думку, висміяти вади. Ця картина наводить жах, страх, неприйняття дійсності, ненависті до всього оточення, в якому він змушений перебувати. Спляча людина, закрилася від дійсності руками, він таким чином висловлює небажання до життя. Ця картина — автопортрет. Автор зобразив себе, зануреного в глибокий сон. До нього уві сні приходять різні чудовиська, немислимі монстри. Дивлячись на цю картину, складається враження, що ці бачення, його супроводжують не тільки уві сні. Вони доречні і в житті. Ні від них спокою, він втомився. Робота включає в себе сов, які можуть бути символами безумства і кажанів, що символізують незнання. Нічний кошмар художника зобразив його погляд на іспанське суспільство, яке він змалював у «Капричосі» як одурілий, корумпований та дозрілі для насмішок. Робота, на даний момент, знаходиться в музеї Метрополітен в Нью-Йорку і була подарунком М. Кноедлера в 1918 році.
Повний епіграф для твору № 43: «Фантазія, покинута розумом, створює неймовірних монстрів: в поєднанні з нею (свідомість), вона (фантазія) є матір'ю мистецтва та походженням її чудес».
Іноді назва фрази виражається як «Мрійництво породжує монстрів», оскільки іспанське слово «sueño» може означати або «сон», або «мрію». Однак епіграф Гойї дає зрозуміти, що його передбачуване тлумачиться як «сон розуму».
Сам автор намагається пояснити про те, що непрацюючий розум, розум призводить до такого плану фантазії. Він висміює пороки всього суспільства. Минуло багато років, ця картина залишаються так само актуальна і в наш час. Він закликає до пильності, контролю над своїми емоціями і діями. Гойя намагається в своїй картині донести думку, що в неконтрольованому світі подібні чудовиська зустрічаються і в реальному житті, в вигляді вад суспільства.
Коли свідомість відключено, розум спить, чудовиськам найлегше заволодіти людиною, його думками. На жаль, ситуації відключення свідомості бувають не тільки уві сні. Художник закликає людство до здорового глузду.

## Історія створення
У 1799 році Гойя опублікував альбом офортів, які назвав по їх жанру — «Капрічос» («Los Caprichos», від італійського capriccio — «каприз»). Серія зображень різко відрізнялася від придворних картин іспанського художника: емоційний перелом часто пов'язують з важкою і загадковою хворобою, яка прийшлася на 1792—1793 роки, в результаті якої Гойя оглух. «Капрічос» були художнім експериментом, в основу якого було покладено фантастика сну і сатира на сучасне суспільство — настільки гротескна, що, здається, затівалася не заради бичування пороків, а щоб виплеснути отруту. Інквізиція спішно вилучила альбом, але зараз ці роботи пам'ятають краще, ніж багато інші досягнення Гойї: похмурі фантазії припали до смаку декадентів і модерністів.
Гойя повністю визначив наше сприйняття жанру каприччо. Однак в XVIII столітті італійське слово «каприччо» означало зовсім інше, а в емоційному сенсі — навіть повністю протилежне: «каприз» був не похмурим, а легким. Капричо було перш за все архітектурної фантазією — примхою художника, який вирішив поєднати всередині одного твору будівлі, старі руїни і інші об'єкти, не погодившись з їх реальними розмірами і місцем розташування. Найбільшого успіху в такому сполученні будівель досягли художники Марко Річчі і Джованні Паоло Панини.
Традиція каприччо наклалася на іншу моду XVIII століття — жанр ведути (від італійського veduta — вид): так називали зображення міста з особливо вигідною для огляду точки. Іноді замість реального міста художники зображували повністю або частково вигаданий, ідеальний — такі роботи називали vedute ideale, vedute di fantasia або каприччо. Особливою популярністю ведути користувалися в Венеції: видатним їх майстром був Каналетто, а в створенні гравірованих vedute ideale прославився Джамбаттиста Пиранези.
Втім, було і більш вузьке розуміння жанру каприччо — яке обґрунтовувалося невгамовною фантазією художника. Ще в XVI столітті каприччо називали серії літературних і музичних творів, об'єднаних не жанром, а іншими формальними рисами (найраніші словесні каприччо — capricciosi ragionamenti — написав П'єтро Аретіно). Першим слово «каприччо» до образотворчого мистецтва застосував гравер-маньерист початку XVII століття Жак Калло, за ним були Стефано делла Белла, Джованні Баттіста Тьєполо і той же Пиранези.
Гойя міг прочитати в словнику Академії витончених мистецтв такі визначення жанру: каприччо — це «ідея або задум, які художник втілює, не керуючись аргументами розуму і загальноприйнятими правилами»; це «твір мистецтва, в якому уяву з витонченістю і хорошим смаком відмовляється від дотримання правил». Гойя розривав з усіма правилами — і в цьому повністю відповідав словником; він, однак, першим замішав каприччо на безжальної романтичної іронії, соціально-політичної сатири і моторошної матерії сну, яка, відповідно до назви самого знаменитого офорта, народжує чудовиськ.